# Protea obtusifolia
Protea obtusifolia là một loài thực vật có hoa trong họ Quắn hoa. Loài này được De Wild. miêu tả khoa học đầu tiên năm 1921.